# Verbella Kopf
Verbella Kopf är ett berg i Österrike.   Det ligger i distriktet Bludenz och förbundslandet Vorarlberg, i den västra delen av landet, 500 km väster om huvudstaden Wien. Toppen på Verbella Kopf är 2 404 meter över havet.
Terrängen runt Verbella Kopf är bergig åt sydväst, men åt nordost är den kuperad. Närmaste större samhälle är Schruns, 15,7 km nordväst om Verbella Kopf. 
Trakten runt Verbella Kopf består i huvudsak av gräsmarker. Runt Verbella Kopf är det ganska glesbefolkat, med 28 invånare per kvadratkilometer.